# Spodnji Jernej
Spodnji Jernej este o localitate din comuna Slovenske Konjice, Slovenia, cu o populație de 28 de locuitori.